# سن-آنتونن، کبک
سَن-آنتونَن (به فرانسوی: Saint-Antonin) قصبه‌ای در منطقه شهری ریوییر-دو-لو ناحیه با-سن-لوران در استان کبک کانادا است. در سرشماری سال ۲۰۱۱ این قصبه ۳٬۶۷۴ نفر جمعیت داشته‌است و مساحت آن ۱۸۲٫۶۶ کیلومتر مربع است.